# Hind Laroussi
 For alternative betydninger, se Hind.
Hind Laroussi Tahiri (født 3. december 1984), kendt professionelt som Hind, er en nederlandsk sanger, som repræsenterede Nederlandene ved Eurovision Song Contest 2008, med sangen "Your heart belongs to me".